# City Canal

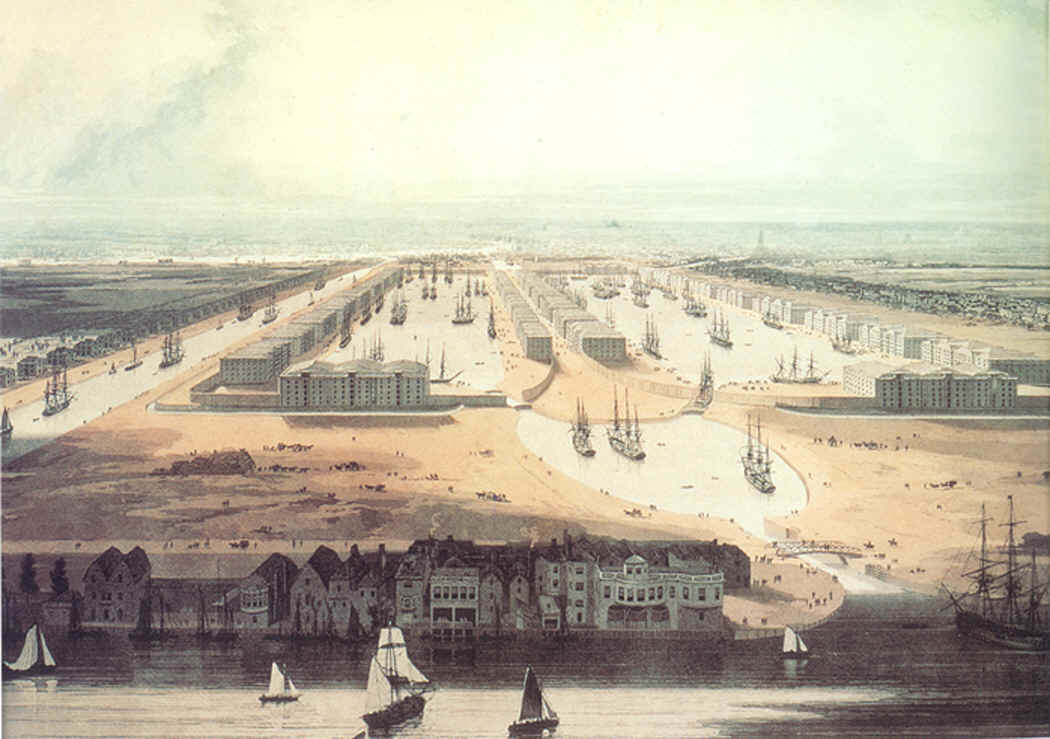
Gemälde der fertiggestellten West India Docks (1802). Der City Canal ist hierauf links zu sehen, wurde später geschlossen und so zum dritten Dock. Der Blick ist nach Westen gerichtet, Richtung Londoner Innenstadt.

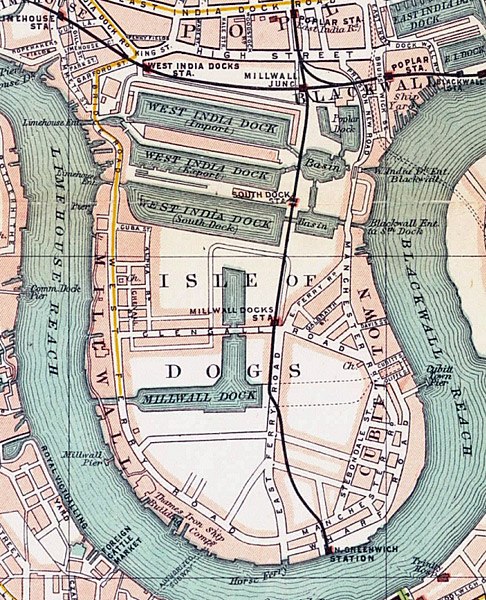
Karte der Isle of Dogs mit den Docks (1899)

Der City Canal oder auch Isle of Dogs Canal war ein nur kurzzeitig benutzter Kanal, der durch die Isle of Dogs im Londoner Eastend führte und zwei Flussabschnitte der Themse, den Blackwall Reach und den Limehouse Reach miteinander verband. Heute ist er vollkommen umgebaut. Er bildet das südliche der West India Docks und ist als South Dock bekannt.

## Geschichte
Der West India Dock Act von 1799 ermöglichte der City of London Corporation den Bau eines Kanals vom Limehouse Reach zum Blackwall Reach über die Isle of Dogs. Er sollte eine Abkürzung für Segelschiffe bieten, die sonst um die Südspitze der Isle of Dogs hätten fahren müssen, um die oberen Flussabschnitte zu erreichen. Bei ungünstigen Winden konnte diese Reise ziemlich lange Zeit dauern. Der Kanal wurde 1805 fertiggestellt (offiziell am 9. Dezember 1805 eröffnet) und umfasste an seinem westlichen Ende auch den Breach Dockyard, ein großes Dock für Mastbau und Holzarbeiten rund um ein gerades Becken. Der Kanal einschließlich der notwendigen Grundstücke kostete £ 168.813.
Aber die Zufahrtsmöglichkeit zum Kanal hing vom Stand der Gezeiten ab und die Durchfahrt dauerte lange. Dies bedeutete, dass der Kanal kein wirtschaftlicher Erfolg war, da die Reeder nicht genügend Gebühren zahlten. Er wurde bald zur finanziellen Belastung und wurde 1829 für £ 120.000 an die West India Dock Company, dem Eigner der West India Docks, verkauft.
Die Gesellschaft kaufte den Kanal hauptsächlich, damit er nicht in andere Hände fiel. Vorschläge für weitere Docks südlich des City Canal und die Eröffnung der St. Katherine Docks 1828 machten den Eignern der Gesellschaft bewusst, welche Gefahr für ihr Geschäft von anderen Dockplänen ausging. Sie bauten 1832–1833 ein weiteres Dock für Holzarbeiten südlich des Kanals. Dies sollten die letzten größeren Bauarbeiten an den Docks für die nächsten 20 Jahre sein.
Mehr als 30 Jahre später (1866–1870) wurde der Kanal nach Plänen des Bauingenieurs Sir John Hawkshaw verbreitert, die Einfahrten erweitert und der ganze Komplex in South West India Dock umbenannt. Später hieß er South Dock.
1926 beschloss man, dass das South Dock mit dem Import- und dem Export-Dock der West India Docks, sowie mit dem Milwall Dock verbunden werden sollte. Die Arbeiten – eine neue Ostschleuse für das South Dock und drei Durchfahrten zur Verbindung des Millwall Docks, des South Docks, des Export Docks und des Import Docks – wurden in vier Bauabschnitte aufgeteilt und 1931 zum Endpreis von £ 1.311.981 abgeschlossen, was den Zugang zu den Docks erheblich verbesserte.

## Heute
Das South Dock beherbergt regelmäßig mittelgroße Kriegsschiffe, die London besuchen, da es dank der 1926–1931 durchgeführten Umbauarbeiten der am weitesten flussaufwärts gelegene Punkt ist, an dem diese Schiffe noch wenden können. Für Schiffe gibt es jetzt keinen Weg mehr über die Isle of Dogs – nur noch die umgebaute östliche Einfahrt in die Dockanlagen ist übrig geblieben.